# Janice Smith
Janice "Jan" Smith (Rochester, 20 april 1945 – 18 januari 2022) was een schaatsster uit de Verenigde Staten. Ze vertegenwoordigde haar vaderland op de Olympische Winterspelen 1964 in Innsbruck.

## Resultaten

### Olympische Spelen
| Jaar | Plaats    | Resultaten                                |
| ---- | --------- | ----------------------------------------- |
| 1964 | Innsbruck | 4e 500 meter 7e 1000 meter 24e 3000 meter |

### Wereldkampioenschappen
| Jaar | Plaats       | Resultaten   |
| ---- | ------------ | ------------ |
| 1964 | Kristinehamn | 12e Allround |

## Persoonlijke records
| Afstand    | Tijd    | Datum            | Baan             |
| ---------- | ------- | ---------------- | ---------------- |
| 500 meter  | 46,20   | 30 januari 1964  | Innsbruck        |
| 1000 meter | 1.33,30 | 28 december 1963 | Colorado Springs |
| 1500 meter | 2.33,80 | 26 januari 1964  | Innsbruck        |
| 3000 meter | 5.31,80 | 22 februari 1964 | Oost-Berlijn     |